# MEZIS
Die gemeinnützige Organisation MEZIS „Mein Essen zahl’ ich selbst – Initiative unbestechlicher Ärztinnen und Ärzte“ hat sich mit ihren deutschlandweit rund 1000 meist ärztlichen Mitgliedern unter anderem zum Ziel gesetzt, den Einfluss der pharmazeutischen Industrie auf Ärzte transparenter zu machen und zu reduzieren.

## Hintergründe und Geschichte
Die Idee zur Gründung entstand 2006 auf dem Symposium der BUKO-Pharma-Kampagne in Bielefeld. Daraufhin wurde die Initiative für unbestechliche Ärzte mit dem Namen MEZIS e. V. „Mein Essen zahl ich selbst“ im Jahr 2007 in Frankfurt am Main von acht Mitgliedern gegründet. Der Vereinssitz befindet sich im nordrhein-westfälischen Bad Salzuflen. Vorbild war die US-amerikanische Organisation No Free Lunch. Zweck des Vereins ist laut Satzung: „[…] die wissenschaftliche und unabhängige Fort- und Weiterbildung von Ärzten und Ärztinnen und anderer Heilberufe auf dem Gebiet der rationalen Arzneimitteltherapie und Evidenzbasierte Medizin zu verbessern, und Schaden für Patientinnen und Patienten durch unzweckmäßige Arzneiverordnungen abzuwenden und die derzeit vorhandene intransparente und irreführende Beeinflussung des Verordnungsverhaltens offen zu legen und zurückzudrängen. Dieser Zweck soll erreicht werden durch eigene, Industrie-unabhängige, Publikationen (Druckerzeugnisse und elektronisch), beratende Tätigkeiten (für Fachjournalist/innen und Veranstalter/innen und Verantwortliche von Fortbildungsaktivitäten für die Heilberufe) sowie Öffentlichkeitsarbeit.“

## Finanzierung
Der Verein finanziert sich über Mitgliedsbeiträge und Spenden. Im Einzelfall wird die Herkunft der Spende kritisch hinterfragt und geprüft. Abgelehnt werden Spenden oder Sponsoring von Pharmaunternehmen und ähnlichen Organisationen. Der Verein arbeitet nach den Richtlinien von Transparency International.

### Ziele und Arbeitsweise

#### Ziele
Der Verein hat sich mehrere Ziele gesetzt, zuletzt aktualisiert und präzisiert in der Augsburger Erklärung anlässlich der MEZIS-Mitgliederversammlung 2014 in Augsburg:
- Berufsrecht ohne doppelten Boden. Die Berufsordnungen müssen so eindeutig formuliert werden, dass Zuwendungen der Pharma- und Medizinprodukteindustrie in jedweder Form als nicht zulässig gelten.
- Transparenz von Einflüssen. MEZIS fordert die generelle Offenlegung und einen verantwortungsvollen Umgang mit Interessenkonflikten.
- Leitlinien-Erstellung ohne Einfluss der Pharmaindustrie. Autoren mit relevanten Interessenkonflikten sollen bei der Entwicklung von Leitlinien ausgeschlossen werden.
- Keine CME-Zertifizierung von industriefinanzierten Fortbildungen. MEZIS fordert die Fachgesellschaften, Berufsverbände und Standesvertretungen dazu auf, herstellerunabhängige Fortbildungen anzubieten.
- Offenlegung aller Studiendaten. Die Verpflichtung zur Offenlegung aller Daten klinischer Studien muss gesetzlich verankert werden.
- Pflichtinhalt im Medizinstudium. Unabhängige Fortbildungsstrategien und der Umgang mit der Pharma- und Medizinprodukteindustrie sollen als Pflichtinhalt ins Medizinstudium integriert werden.
- Patienteninformation ohne Einfluss der Pharmaindustrie. Patienteninformation in den Medien darf nicht als Einfallstor für versteckte Laienwerbung (Direct-to-consumer-Advertising) dienen.

#### Arbeitsweise
Neben jährlichen Mitgliederversammlungen und Regionalkonferenzen arbeitet der Verein auf Bundesebene mit anderen NGOs, wie dem Verein demokratischer Ärzt*innen, dem IPPNW, NeurologyFirst oder Transparency International zusammen. Der Verein sieht sich als Teil des weltweiten Nofreelunch-Netzwerks, mit Partnerorganisationen in Italien oder auch Healthy Skepticism. Außerdem leistet er Aufklärungsarbeit mit Hilfe von Anhörungen im Bundestag und mit wissenschaftlichen Diskursen in Fachzeitschriften. In den Medien wird das Thema des Pharmamarketings durch Öffentlichkeitsarbeit von MEZIS verstärkt wahrgenommen. Vor Ort vernetzen Regionalgruppen die Ärzte. Zudem erhalten MEZIS-Mitglieder seit 2008 dreimal im Jahr die MEZIS-Nachrichten.

## Erfolge
Anfang 2014 wurden die Standpunkte des Vereins zur Gesetzeslücke im Korruptionsstrafrecht bei Ärzten mehrfach in der Presse aufgenommen. Auch beim Thema Interessenkonflikte in der Medizin, extrem überteuerten Preisen bei neuen patentgeschützten Hepatitis-Medikamenten oder auch bei Fragen zum Vertrauensverhältnis zwischen Arzt und Patient im Spannungsfeld der Pharmaindustrie nahm die Presse Äußerungen des Vereins auf.

### Gemeinsame Initiative Leitlinienwatch
Zusammen mit Transparency Deutschland und NeurologyFirst hat MEZIS das Transparenzportal Leitlinienwatch Ende 2015 gegründet. Zielsetzung dieser Initiative: „Das Projekt leitlinienwatch.de bewertet Leitlinien nach 5 Kriterien, um die Erwartungen der Ärzteschaft und der Gesellschaft an die unabhängige Erstellung von Leitlinien auszudrücken. Leitlinienwatch.de will gute und verbesserungswürdige Beispiele aufzeigen.“ Bis November 2023 wurden von dem Bewerter-Team bereits mehr als 300 deutsche und auch einige internationale Leitlinien bewertet, dabei wurde bei der Mehrzahl der Leitlinien Reformbedarf dokumentiert. Im August 2018 wurden die Ergebnisse der bisher analysierten 67 deutschen S3-Leitlinien unter der Mitarbeit von MEZIS in BMC Medical Ethics veröffentlicht: Zwar wurden finanzielle Interessenkonflikte von deutschen Leitlinienautoren meist offengelegt, dies blieb aber in aller Regel ohne Konsequenzen. So wurden Leitlinienautoren mit Interessenkonflikten bislang kaum zu Enthaltungen bei Abstimmungen veranlasst. Eine Autorenmehrheit mit Interessenkonflikten fand sich bei 55 % der bewerteten Leitlinien. Nur bei 9 % der Leitlinien waren die Koordinatoren frei von Interessenkonflikten. Auch bei den Recherchen zum Medizinprodukte-Skandal „Implant Files“ flossen die Bewertungsergebnisse von Leitlinienwatch zum Beispiel bei der interessenkonfliktträchtigen Leitlinie zu Herzklappen mit ein.

### Schwerpunkt 2018: Interessenkonflikte bei Continuing Medical Education (CME)
Im Rahmen des MEZIS-Schwerpunktes konnte die CME-Arbeitsgruppe mit der „Omniawatch“-Analyse belegen, dass die ärztlichen Fortbildungsveranstaltungen eines der damals führenden CME-Anbieter Omniamed massive, nicht deklarierte Interessenkonflikte aufwiesen. Die Mehrzahl der Referenten der analysierten Omniamed-Veranstaltungen hatte Gelder von den Pharmafirmen bekommen, die diese Veranstaltungen mit im Schnitt insgesamt 100.000 bis 200.000 Euro sponserten. Des Weiteren passten die referierten Themen zu den Produkten der Sponsoren. Infolge des Medienechos verweigerte die Landesärztekammer Baden-Württemberg Omniamed erstmals die CME-Zertifizierung einer ihrer Veranstaltungen in Baden-Württemberg. Auch die Landesärztekammer Münster verwehrte daraufhin drei Omniamed-Veranstaltungen die Zertifizierung wegen »mangelnder Produktneutralität«. Omniamed legte dagegen noch Widerspruch ein, zog diesen aber Ende 2018 zurück und beendete überraschend ihre Geschäftstätigkeit in Deutschland.

### Gründung des Aktionsbündnisses Fortbildung 2020
MEZIS war im Frühjahr 2018 Initiator des „Aktionsbündnis Fortbildung 2020“. Gründungsorganisationen sind die Arzneimittelkommission der deutschen Ärzteschaft (AkdÄ), die Deutsche Gesellschaft für Allgemeinmedizin und Familienmedizin (DEGAM) und die Heidelberger Medizinakademie (HD Med). Mit der Webseite will das Aktionsbündnis „interessierten Ärztinnen und Ärzten den Zugang zu hochwertiger und neutraler Fortbildung erleichtern“ und „ein umfassendes Informationswerkzeug zur Organisation und Durchführung pharmafreier Fortbildungen“ zur Verfügung stellen. Seit der Gründung sind weitere Partner zum Aktionsbündnis hinzugekommen, so das Institut für Allgemeinmedizin der Johann Wolfgang Goethe-Universität Frankfurt am Main, der Arbeitskreis Frauengesundheit, der medizinische Datenbankanbieter Deximed, das Institut für Allgemeinmedizin der Universitätsmedizin Göttingen und das Allgemeinmedizinische Institut des Universitätsklinikums Erlangen.